# 上车，走吧
《上车，走吧》是一部于2000年电影频道上映的中国北漂电视电影。管虎导演，高虎、黄渤主演。

## 演员列表
- 刘承强（高虎饰）--山东农村小伙。因为接手表哥的小巴士而带领同村的好兄弟高明一起来到北京闯荡。小巴的司机。喜欢丽娟。
- 高明（黄渤饰）--山东农村小伙。追随同村的刘承强一起来到北京闯荡。喜欢川妹“小辫子”。小巴的售票员。
- 丽娟（陈宁饰）--善良的北京女孩。
- 小辫子（孙艺菲饰）--川妹子。与高明互有好感。迫于生活而向大款投怀送抱。
- 建刚哥（胡晓光饰）--好心人，对刚到北京的刘承强与高明提供了很大的帮助。
- 大头（姜彤饰）--北京当地人，小巴业界的地头蛇。因为排外所以对从山东来的刘高兄弟俩百般刁难。

## 獎項及提名
| 獎項                 | 類別         | 名字           | 結果 |
| -------------------- | ------------ | -------------- | ---- |
| 第21届中国电影金鸡奖 | 最佳电视电影 | 《上车，走吧》 | 獲獎 |